# Pregnana Milanese
Pregnana Milanese ist eine Gemeinde mit 7300 Einwohnern (Stand 31. Dezember 2023) in der Metropolitanstadt Mailand, Region Lombardei.
Die Nachbarorte von Pregnana Milanese sind Rho, Pogliano Milanese, Vanzago, Cornaredo, Sedriano und Bareggio.

## Demografie
Pregnana Milanese zählt 2298 Privathaushalte. Zwischen 1991 und 2001 stieg die Einwohnerzahl von 5835 auf 5985. Dies entspricht einem prozentualen Zuwachs von 2,6 %.